# Christophe Dubois (dessinateur)
Pour les articles homonymes, voir Christophe Dubois et Dubois.
 (mai 2019).
Christophe Dubois, né le 22 décembre 1969 à La Chaux-de-Fonds, est un auteur de bande dessinée suisse.

## Œuvre

### Albums
- Le Cycle d'Ostruce, scénario de Nicolas Pona, dessins de Christophe Dubois, Le Lombard, collection Portail

1. L'Héritier du dragon, 2007  (ISBN 978-2-8036-2157-6)
2. Héria, 2008  (ISBN 978-2-8036-2375-4)
3. Désillusion, 2009  (ISBN 978-2-8036-2519-2)
4. Le Désespoir des Dracks, 2010  (ISBN 978-2-8036-2643-4) (BNF 42238417)

HS. Au-delà du portail, 2006
- La Ballade de Magdalena, scénario et dessins de Christophe Dubois, Le Lombard

1. La stratégie du poisson-flûte, 2012  (ISBN 978-2-8036-3098-1)
2. Une olive mûrit face à la mère, 2014  (ISBN 978-2-8036-3300-5)

- Pas sang toi, scénario et dessins collectifs, Service Vaudois De Transfusion Sanguine, 2009
- TER, scénario de Rodolphe, dessin et couleurs de Christophe Dubois, lettrage de Stevan Roudaut conception graphique de Vincent Odin, éd. Daniel Maghen

1. L'Étranger, 62 pages, 2017 (dépôt légal avril 2017)  (ISBN 978-2-356-74050-2)
2. Le guide, 52 pages, 2017 (dépôt légal septembre 2017)  (ISBN 978-2-35674-052-6)
3. L'Imposteur, 2019  (ISBN 978-2-356-74065-6)

- Terre, avec Rodolphe, Daniel Maghen.

1. Le vieux monde[1], 2020  (ISBN 978-2356740854)